# Javier Salinas Viñals
Javier Salinas Viñals (Valencia, 23 gennaio 1948) è un vescovo cattolico spagnolo, dall'8 settembre 2016 vescovo titolare di Monterano e dal 13 febbraio 2023 già vescovo ausiliare di Valencia.

## Biografia
Javier Salinas Viñals è nato a Valencia il 23 gennaio 1948.

### Formazione e ministero sacerdotale
In gioventù è entrato nel seminario della sua città natale e lì ha compiuto gli studi ecclesiastici.
Il 23 giugno 1974 è stato ordinato presbitero. In seguito è stato vicario coadiutore della parrocchia di San Giacomo a Moncada dal 1974 al 1976; formatore nel seminario minore di Valencia dal 1976 al 1977; assistente ecclesiastico diocesano del Movimento giovanile di Azione Cattolica dal 1977 al 1979. Nel 1979 è stato inviato a Roma per studi. Nel 1982 ha conseguito il dottorato in catechetica presso l'Università Pontificia Salesiana. Tornato in patria è stato delegato episcopale per la catechesi dal 1982 al 1992; cappellano e direttore spirituale del Collegio seminario "Corpus Christi" di Valencia dal 1987 al 1992 e vicario episcopale dal 1990 al 1992.

### Ministero episcopale
Il 26 maggio 1992 papa Giovanni Paolo II lo ha nominato vescovo di Ibiza. Ha ricevuto l'ordinazione episcopale il 6 settembre successivo dall'arcivescovo Mario Tagliaferri, nunzio apostolico in Spagna, co-consacranti Ángel Suquía Goicoechea, arcivescovo metropolita di Madrid e Rafael Sanus Abad, vescovo ausiliare di Valencia.
Il 5 settembre 1997 è stato trasferito alla diocesi di Tortosa. Dall'8 marzo 2007 al 16 luglio 2008 è stato amministratore apostolico della diocesi di Lleida.
Il 16 novembre 2012 papa Benedetto XVI lo ha nominato vescovo di Maiorca. Il 23 ottobre dello stesso anno la Santa Sede lo ha nominato membro del Consiglio internazionale per la catechesi, un organo consultivo allora legato alla Congregazione per il clero.
Nel gennaio 2016 è balzato alle cronache. A metà ottobre del 2015 infatti Mariano De Espana, membro di una famiglia aristocratica dell'isola e marito di Sonia Valenzuela, la segretaria del vescovo, ha assunto un'agenzia investigativa per raccogliere prove di un presunto tradimento della moglie. I risultati dell'indagine sono stati raccolti in un dossier di 79 pagine con varie foto. Dal rapporto emerge che il vescovo ha trascorso molte ore al giorno con la donna, anche fino alle dieci di sera, e in una occasione il vescovo stesso è corso ad aprirle il cancello per permetterle di entrare in automobile nel cortile del Palazzo Vescovile. Una volta preparato il dossier finale con immagini, video e un elenco di bollette telefoniche con i dettagli dei frequenti contatti, vedendo che il vescovo non ha agito dopo averlo incontrato, il marito ha deciso di rendere pubblica la questione. In un primo momento aveva deciso di informare direttamente papa Francesco anche se poi ha incontrato il nunzio apostolico Renzo Fratini che poi ha fatto rapporto alla Santa Sede. Da parte sua il vescovo e Sonia Valenzuela hanno negato decisamente di avere una relazione affermando che nei loro incontri serali si limitavano a sbrigare il lavoro arretrato. Il marito geloso ha però chiesto il divorzio affermando che il comportamento del vescovo era stato decisivo nel spingerlo a fare questa scelta.
L'8 settembre 2016 papa Francesco lo ha nominato vescovo ausiliare di Valencia e titolare di Monterano.
In seno alla Conferenza episcopale spagnola è membro della commissione per l'evangelizzazione, la catechesi e il catecumenato dal marzo dal 2020. In precedenza è stato presidente della sottocommissione per la catechesi dal 1999 al 2014 e della commissione per l'apostolato secolare dal 2014 al 2020.
Il 13 febbraio 2023 papa Francesco ha accolto la sua rinuncia all'ufficio di vescovo ausiliare dell'arcidiocesi di Valencia presentata per raggiunti limiti di età.

## Genealogia episcopale
La genealogia episcopale è:
- Cardinale Scipione Rebiba
- Cardinale Giulio Antonio Santori
- Cardinale Girolamo Bernerio, O.P.
- Arcivescovo Galeazzo Sanvitale
- Cardinale Ludovico Ludovisi
- Cardinale Luigi Caetani
- Cardinale Ulderico Carpegna
- Cardinale Paluzzo Paluzzi Altieri degli Albertoni
- Papa Benedetto XIII
- Papa Benedetto XIV
- Papa Clemente XIII
- Cardinale Giovanni Francesco Albani
- Cardinale Carlo Rezzonico
- Cardinale Antonio Dugnani
- Arcivescovo Jean-Charles de Coucy
- Cardinale Gustave-Maximilien-Juste de Croÿ-Solre
- Vescovo Charles-Auguste-Marie-Joseph Forbin-Janson
- Cardinale François-Auguste-Ferdinand Donnet
- Vescovo Charles-Emile Freppel
- Cardinale Louis-Henri-Joseph Luçon
- Cardinale Charles-Henri-Joseph Binet
- Cardinale Maurice Feltin
- Cardinale Jean-Marie Villot
- Arcivescovo Mario Tagliaferri
- Vescovo Javier Salinas Viñals